# بات كيلي (مغني)
بات كيلي (بالإنجليزية: Pat Kelly) هو مغني جامايكي، ولد في 1949 في كينغستون في جامايكا.

## وصلات خارجية
- بات كيلي على موقع ميوزك برينز (الإنجليزية)
- بات كيلي على موقع أول ميوزيك (الإنجليزية)
- بات كيلي على موقع ديسكوغز (الإنجليزية)